# Hellboy: The Science of Evil
Hellboy: The Science of Evil é um jogo eletrônico de videogame desenvolvido pela Krome Studios. Foi lançado para PlayStation 3, Xbox 360 e PlayStation Portable em 24 de junho de 2008 na América do Norte, 15 de agosto na Europa e 28 de agosto na Austrália.
Todas as versões seguem a linha da história, porém a versão PSP do jogo é diferente do Xbox 360 e PS3. Existem 4 personagens jogáveis: Hellboy, Abe Sapien, Liz Sherman e Lobster Johnson (dublado por Bruce Campbell). Herman von Klempt, um nazista cabeça-em-um jarro, é principal vilão do jogo, junto com vários de seus "kriegaffen". O jogo tem on-line e off-line multiplayer cooperativo para até 2 jogadores.
O jogo foi criado sob a direção criativa do criador da história em quadrinhos, Mike Mignola, eo diretor do filme, Guillermo del Toro. Ron Perlman, Selma Blair e Doug Jones reprisam seus papéis no filme como Hellboy, Liz e Abe, respectivamente, fornecendo suas vozes.

## Jogabilidade
Os jogadores controlam Hellboy em uma perspectiva de terceira pessoa à medida que progridem de uma série de níveis divididos em seis capítulos. Níveis de composto de fases distintas e rotas ocupada por vários grupos de inimigos que diferem entre os capítulos. Na maioria dos casos, todos os inimigos na área atual deve ser derrotado no fim de avançar para a próxima fase do capítulo, com barreiras de fumaça fantasmagórica bloqueando os caminhos, enquanto os inimigos continuam presentes. Para combater os adversários, Hellboy usa sua pedra "mão direita da perdição" para a maioria de mão em mão situações de combate, com ataques fortes e rápidos que podem ser misturados entre si para combinações variadas. Inimigos podem eventualmente ser abatidos, como indicada com um piscar de cinza. Hellboy também executa outros ataques, como batidas e cabeçadas, junto com movimentos de finalização cinematográfica, quando seu adversário está perto da morte. Esses golpes são necessários na luta da saliência. Como Hellboy derrota seus inimigos, ele recebe energia que está armazenada em seu medidor de saúde. Esta energia é utilizada para executar determinados movimentos e garra para ativar "Hellmode", onde a mão direita da perdição Hellboy torna-se envolvido em chamas causando mais danos em combate.
Outra arma que pode ser usada pistola é superdimensionada Hellboy é conhecido como o samaritano. A arma dispara tiros individuais com até nove diferentes tipos de munição (alguns tipos não estão disponíveis em certos níveis). Enquanto a maioria dos tipos são prejudiciais para os adversários como "pesado", "Granada" e "Splinter" munições, outros podem ser utilizados durante os enigmas do jogo como "Ignite" às balizas de luz ou "Release" para destruir o maldito vinha. Outros tipos de munição como "Charge" só pode ser obtido por derrotar certos inimigos com um movimento do revestimento.
Hellboy também pode pegar vários objetos em cada nível para ser usado como um projétil ou arma, tais como barris, martelos, canos, pedras e até peças de inimigos ou as suas próprias armas. Alguns itens também são usados em tarefas para progredir através dos níveis de iluminação, tais como incêndios ou lanternas. Outros incluem elementos de quebra-cabeça com alguns obstáculos como portas e paredes rachadas que exigem Hellboy para destruir completamente com a mão direita da perdição e puxe alavancas ligadas a obstruções. Durante todo o modo single player, há colecionáveis em forma de artefatos e Lores. Estes agem como pequenos detalhes adicionais para a história, mas também aumentar a capacidade máxima de energia para a capacidade Hellmode.
O modo história também pode ser jogado cooperativamente com outro jogador, tanto a nível local com outro controlador ou online através do Xbox Live para a versão Xbox 360 e PlayStation Network para o PlayStation 3 versão. O anfitrião do jogo, joga sempre como Hellboy e pode salvar cada capítulo, enquanto o segundo jogador tem a opção de jogar tanto como Abe Sapien e Liz Sherman, ambos com suas próprias habilidades e forma de combate, como matriz de Abe de movimentos de artes marciais de combate ou pirocinese Liz.

## Sinopse
A trama se abre na Roménia, onde Hellboy foi enviado para controlar uma bruxa louca através de um cemitério abandonado habitado por lobisomems e mortos-vivos. Enquanto ele luta com a bruxa, ela foge e se refugia na aldeia vizinha. Quando Hellboy chega, ele é emboscado por um soldado nazista e empurrou ladeira abaixo até o povoado.
A ação se desloca a 25 anos antes, em uma parte desconhecida do Japão, onde Hellboy foi enviada para investigar relatos de atividade paranormal. Ele é rapidamente atacado por um Oni. É revelado através de um velho monge depois que a hostilidade da Oni é porque o seu artefato sagrado foi roubado pelos "nazistas sob o comando de Herman von Klempt que está a tentar usá-lo para seu próprio ganho. Após o título nas falésias, Hellboy pontos Klempt mas é atacado por um dos Kriegaffe Herman. Sua luta continua em um antigo templo até Herman cai sobre a falésia, após ser atingido acidentalmente por um tronco atravessado por seu assecla própria. Hellboy retorna o artefato ao velho monge.
A história continua de volta ao presente, na Romênia com Hellboy perseguindo a feiticeira na aldeia abandonada, que é preenchido com o robô morto-vivo e nazistas lutando entre si. Em uma batalha final com o bruxo na igreja do povoado, Hellboy puxa para baixo do sino gigante, esmagando a bruxa. Isto é seguido pelo colapso da própria igreja com Hellboy caindo nas catacumbas subterrâneas, onde ele encontra um grupo de criaturas semelhantes escavando um Ogdru Hem, também repleta de "monstros sapo". Por fim, Hellboy destrói os fundamentos das catacumbas, fazendo com que a desabar e derrubando-o em um abismo.
O capítulo seguinte segue novamente Hellboy em uma missão há 40 anos no deserto da Tunísia. Ele se depara com um soldado ferido estrangeiro que fala dos nazistas mais uma vez a tentativa de conquistar o poder. Desta vez, eles tentaram usar um animal estranho, mas falhou e, embora o estrangeiro que está contido em uma prisão de cristal, foi controlando os nazistas caído em uma tentativa de destruir toda a vida na Terra. Mais adiante um outro soldado revela que o animal tinha seguido os soldados alienígena à Terra. Hellboy, em seguida, segue para baixo e de batalhas enquanto a minhoca gigante no subsolo. Eventualmente, ele leva o vírus para a superfície e derrota-lo.
De volta ao dia de hoje, Hellboy acorda depois de lavar-se nas margens de uma parte desconhecida do Leste Europeu. Lá ele encontra um gigantesco castelo no penhasco. Ele tenta enviar uma transmissão para backup, mas a sua sobreposição do sinal de rádio com Herman von Klempt, alertando cada um para a presença do outro. Depois de fazer o seu caminho ainda mais para dentro do castelo, Hellboy encontra um soldado morto-vivo, que lhe diz que o castelo foi construído pelos nazistas para realizar seus experimentos, com Klempt retornando para terminar seu trabalho. Hellboy eventualmente rastreia Klempt para seu laboratório. Klempt libera um ciborgue mutante gigante para matar Hellboy, mas durante a batalha Klempt sala de controle pega fogo e ele está gravemente queimada. Depois de Hellboy e do cyborg continua sua batalha fora, Klempt aparece como uma cabeça flutuando em um frasco. jar agarra Hellboy Klempt e forças-lo no núcleo do poder sobre o mutante está de volta, fazendo-a explodir, atirando Hellboy fora do castelo e para o oceano.

## Conteúdo para download
Uma das opções do menu Single Player é rotulado de "Downloads", que afirma que "os níveis Tocar baixados da Playstation Store." A partir de 25 de janeiro de 2010 não há nenhum conteúdo Hellboy disponíveis na Playstation Network. Foi provavelmente devido ao fato de que o jogo foi um fracasso que o conteúdo para download não foi divulgado. No entanto, existe uma petição na Internet que tem sido feito, a fim de obter o conteúdo para download liberado
Após o lançamento inicial do jogo que recebeu críticas negativas misto para com uma pontuação média de crítico de 52% para a versão PS3, 49% para o Xbox 360 e 42% para a PSP no Game Rankings. Enquanto a revista EGM deu ao jogo um ranking de 58%, informador do jogo deu-lhe 7 / 10 e Game Pro deu 4 / 5. Embora alguns críticos elogiaram o estilo de combate, a maioria deles reclamou que o jogo tinha o jogo repetitivo e que os gráficos não eram até console atuais padrões de produção. Team Xbox afirmou que, se este jogo tivesse sido feito para consoles de última geração, teria se saído melhor, mas já que não foi, ele perde o recurso. Eles deram uma geral 10/05. X-Play deu um 1 de 5, Hardcore Gamer deu-lhe um 2,25 / 5 e IGN deu 3.5 para Xbox 360 e PS3, mas apenas 3,0 para o PSP. GameSpot deu 3.5/10 versão para Xbox 360.